# Ilha Grande
Ilha Grande (phát âm tiếng Bồ Đào Nha: [ˈiʎɐ ˈɡɾɐ̃dʒi] "Đảo Lớn") là một hòn đảo nằm ngoài khơi bờ biển của bang Rio de Janeiro, Brasil. Hòn đảo là một khu vực vẫn chưa được phát triển thuộc đô thị Angra dos Reis. Trong gần một thế kỷ, chính phủ Brasil đã từng đóng cửa không cho người dân đi lại tự do cũng như định cư trên đảo vì hòn đảo từng là một thuộc địa của những người bị bệnh phong và sau đó là một nhà tù an ninh nghiêm ngặt. Tại đây từng giam giữ một số tù nhân được liệt vào hàng nguy hiểm nhất trong hệ thống khung hình phạt của Brasil. Nhà tù đã bị đóng cửa vào năm 1994. Vila do Abraão là ngôi làng lớn nhất trên đảo với khoảng 1.900 cư dân.
Ilha Grande có diện tích tự nhiên khoảng 193 km2 (75 dặm vuông Anh) iện là một điểm du lịch nổi tiếng được chú ý bởi vẻ đẹp của những danh lam thắng cảnh, những bãi biển nhiệt đới hoang sơ, thảm thực vật um tùm và cảnh quan gồ ghề. Điểm cao nhất trên đảo là Pico da Pedra D'Água với độ cao 1.031 m (3.383 ft). Hầu hết diện tích hòn đảo nằm trong khu vực bảo vệ của Vườn bang Ilha Grande, phần diện tích còn lại là những khu vực hạn chế tác động của con người nghiêm ngặt.
Vào ngày 5 tháng 7 năm 2019, Ilha Grande và Paraty đã được UNESCO công nhận là Di sản thế giới của nhân loại. Đây cũng là Di sản thế giới hỗn hợp đầu tiên được công nhận của Brasil.

## Động thực vật
Hòn đảo là một trong số những tàn dư nguyên sơ nhất còn sót lại của những cánh rừng Đại Tây Dương ở Brasil, khiến nó là một trong số những khu vực có hệ sinh thái giàu có bậc nhất thế giới. Là một điểm nóng về đa dạng sinh học và bảo tồn loài, hòn đảo là nơi lưu giữ một số loài bị đe dọa với số lượng lớn nhất, trong đó phải kể đến Pyroderus scutatus, Khỉ hú nâu, Bradypus torquatus, Vẹt trán đỏ, Cá sấu mõm rộng. Vùng biển xung quanh là nơi hội tụ nhiều sinh vật biển nhiệt đới và cận nhiệt đới độc đáo, là nơi duy nhất trên thế giới tìm thấy một số loài. Một số loài đáng chú ý gồm Rùa biển, Chim cánh cụt Magellan, Cá voi lưng gù, Cá voi trơn phương nam, Cá voi Bryde, Cá voi sát thủ, Cá heo..
Hòn đảo nằm trong Khu bảo vệ môi trường Tamoios rộng 12.400 hécta (31.000 mẫu Anh) được thành lập vào năm 1982. Hòn đảo cùng với Khu bảo tồn Phát triển Bền vững Aventureiro được thành lập năm 2014 tạo thành Khu bảo tồn Đa dạng sinh học Praia do Sul. 62,5% diện tích của hòn đảo được bảo vệ trong vườn bang Ilha Grande khiến cho khoảng 87% diện tích hòn đảo nằm trong các khu vực bảo vệ.